# Пријатна кандилка
Пријатна кандилка (лат. Aquilegia grata) је вишегодишња зељаста биљка из породице љутића.

## Опис биљке
Стабло је зељасто и усправно и може да нарасте до готово пола метра. На стаблу се уочавају жлездасте длачице.
Листови се разликују према месту на стаблу где се налазе; приземни су потпуни са дециметар дугачким лисним дршкама, троделни (једноструко или двоструко) са клинастојајастим и длакавим лискама. Лице листа је зелене боје, а наличје је сивкасто. За разлику од њих, горњи листови су непотпуни, трорежњевити и претежно линеарни.
Цветова су црвенољубичасти или ружичасти и може их бити један до пет и када их је више, гроздасто су распоређени. Налазе се на дугим цветним дршкама. Двополни су и актиноморфни. Чашични листићи су 3 cm дуги и око једног cm широки, а крунични имају равне или благо повијене оструге дуге до 2 cm. Нектарије дуге до 3 cm. У сваком цвету се налази већи број прашника. Цвета у јуну и јулу.
Плод је мешак, лепљив, длакав, смеђ, наборан и на врху се сужава у кљун. На такође длакавој и лепљивој дугачкој петељци сазрева у групама од по 5 до 10. У плодовима се налазе бројна семена, око 2 mm дуга и око једног mm широка.

## Расејавање и размножавање
Расејава се ветром и инсектима, а размножава семеном.

## Станиште иареал
Ово је ендемит држава некадашњих чланица СФРЈ који насељава сеновита станишта као што су пукотине кречњачких стена, полупећине, сипари... Среће се у листопадним шумама, ивицама шума, шикарама, пашњацима....

## Употреба и лековитост
Читава биљка је отровна, садржи гликозиде. Употребом долази до дијареје, повраћања и миозу.

## Галерија
- лист
- лист